# Суперкубок Англії з футболу 1975
Суперкубок Англії з футболу 1975 — 53-й розіграш турніру. Матч відбувся 9 серпня 1975 року між чемпіоном Англії «Дербі Каунті» та володарем кубка країни «Вест Гем Юнайтед». 
| Володар Суперкубка Англії 1975 |
| ------------------------------ |
|                                |
| «Дербі Каунті» Перший титул    |

## Учасники
| Клуб               | Участей | Роки (жирним виділено перемоги) |
| ------------------ | ------- | ------------------------------- |
| «Дербі Каунті»     | дебют   | дебют                           |
| «Вест Гем Юнайтед» | 1       | 1964                            |

## Матч

### Деталі
| 9 серпня 1975 |

| «Дербі Каунті»            | 2–0      | «Вест Гем Юнайтед» |
| ------------------------- | -------- | ------------------ |
| Гектор 20' Макфарланд 43' | Протокол |                    |

| Вемблі, Лондон Глядачів: 59 000 Арбітр: Гордон К'ю |

|  |  |

| В                |  | Колін Бултон       |
| З                |  | Род Томас          |
| З                |  | Девід Ніш          |
| З                |  | Рой Макфарланд (к) |
| З                |  | Колін Тодд         |
| ПЗ               |  | Брюс Ріох          |
| ПЗ               |  | Генрі Ньютон       |
| ПЗ               |  | Арчі Геммілл       |
| ПЗ               |  | Чарлі Джордж       |
| Н                |  | Френсіс Лі         |
| Н                |  | Кевін Гектор       |
| Головний тренер: |  |                    |
| Дейв Макай       |  |                    |

| В                |  | Мервін Дей         |  |     |
| З                |  | Кейт Коулмен       |  |     |
| З                |  | Джон Макдавелл     |  |     |
| З                |  | Френк Лемпард      |  |     |
| З                |  | Томмі Тейлор       |  |     |
| З                |  | Кевін Лок          |  |     |
| ПЗ               |  | Пет Голланд        |  |     |
| ПЗ               |  | Грем Паддон        |  |     |
| ПЗ               |  | Тревор Брукінг (к) |  |     |
| Н                |  | Біллі Дженнінгс    |  | 72' |
| Н                |  | Боббі Гоулд        |  | 63' |
| Заміни:          |  |                    |  |     |
| ПЗ               |  | Кейт Коулман       |  | 72' |
| ПЗ               |  | Кейт Робсон        |  | 63' |
| Головний тренер: |  |                    |  |     |
| Джон Лаєлл       |  |                    |  |     |